# Sierakówko (województwo wielkopolskie)
Sierakówko – wieś w Polsce położona w województwie wielkopolskim, w powiecie czarnkowsko-trzcianeckim, w gminie Połajewo.
| SIMC    | Nazwa              | Rodzaj    |
| ------- | ------------------ | --------- |
| 0528830 | Budziska           | część wsi |
| 0528847 | Godosz             | część wsi |
| 1005695 | Kolonia Sierakówko | część wsi |

W latach 1975–1998 miejscowość administracyjnie należała do województwa pilskiego.
Przez miejscowość przebiega droga wojewódzka nr 178.